# Maxela
Maxela est une ville mexicaine située au nord de l'État de Guerrero, sa capitale municipale est Tepecoacuilco de Trujano (es). C'est l'un des centres artisanaux les plus importants de la commune, où se développe la peinture en papier d'amate.